# Chiesa di San Giuseppe Maggiore
La chiesa di San Giuseppe Maggiore era una chiesa monumentale di Napoli.

## Storia
Si ergeva in via San Giuseppe, prosecuzione di via Medina verso Monteoliveto, dove oggi inizia via Armando Diaz, nel punto in cui la strada s'incrocia con via Medina, via Monteoliveto e via Cardinale Guglielmo Sanfelice, a pochi passi da piazza Bovio e piazza Municipio e davanti a piazza Matteotti.
Costruita nell'anno 1500 per volere dei cosiddetti mannesi, in lingua napoletana i falegnami di carri, che volevano un tempio da dedicare al loro patrono, la chiesa fu in seguito affrescata da Belisario Corenzio, Francesco Solimena e Pietro Bardellino. In essa fu sepolto il pittore Francesco Di Maria.
Il cardinale Alfonso Gesualdo la indicò come sede parrocchiale, la quale in seguito fu trasferita nella chiesa dei Santi Giacomo e Cristoforo, che pertanto cambiò nome in chiesa dei Santi Giuseppe e Cristoforo.
Nel 1844 la facciata e il pronao furono rifatti su disegno dell'architetto Orazio Angelini, dando alla chiesa l'aspetto neoclassico che conservò fino alla sua demolizione.
Fu demolita nel 1934, per via del progetto di risanamento dell'antico rione Carità, cominciato in epoca fascista, che ha portato importanti palazzi di architettura del Ventennio come il palazzo della Questura, il palazzo delle poste, il Palazzo della Provincia, la Casa del Mutilato. L'opera fu conclusa in epoca laurina con la costruzione dei palazzi della cosiddetta city, il cuore finanziario della città. Questi palazzi sono sorti proprio attorno al luogo dove sorgeva l'antica chiesa che ha dato il nome all'omonimo quartiere della città.
Il cardinale Alessio Ascalesi volle preservare l'interno dell'antica chiesa prima in un nuovo edificio religioso realizzato in via Tasso, poi la scelta cadde su di una piccola chiesetta del rione Luzzatti, nel quartiere Poggioreale, che per la mirabile scelta dell'alto prelato fu ampliata.
L'arciconfraternita dei Mannesi accoglieva i resti dei suoi appartenenti nella cripta della chiesa. Queste ossa sempre nel 1934, per proseguire nei lavori di demolizione, furono trasferite nel cimitero delle Fontanelle, dove fu posta anche una lapide a ricordo.
Il titolo di San Giuseppe Maggiore fu dato all'adiacente chiesa di San Diego all'Ospedaletto, che sorge a pochi passi dal luogo in cui l'originaria San Giuseppe Maggiore era ubicata, in via Medina.

## Galleria d'immagini

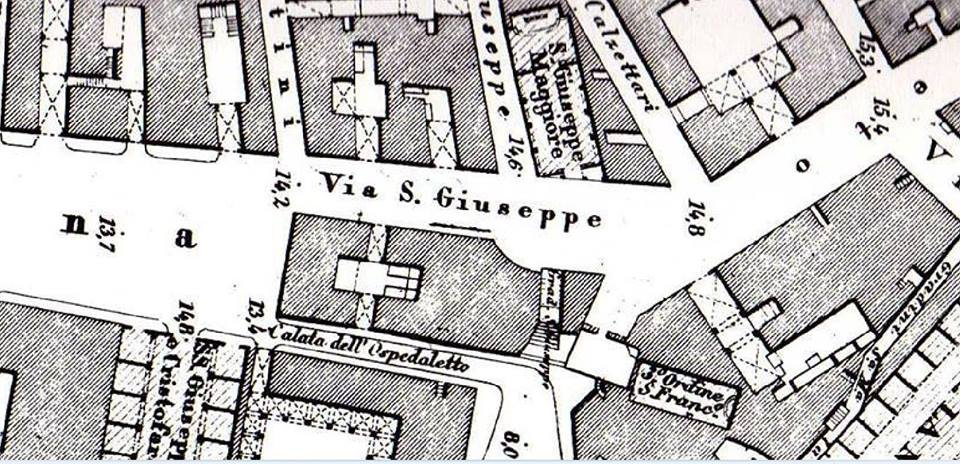
localizzazione lungo il rettilineo di via Medina - via Monteoliveto
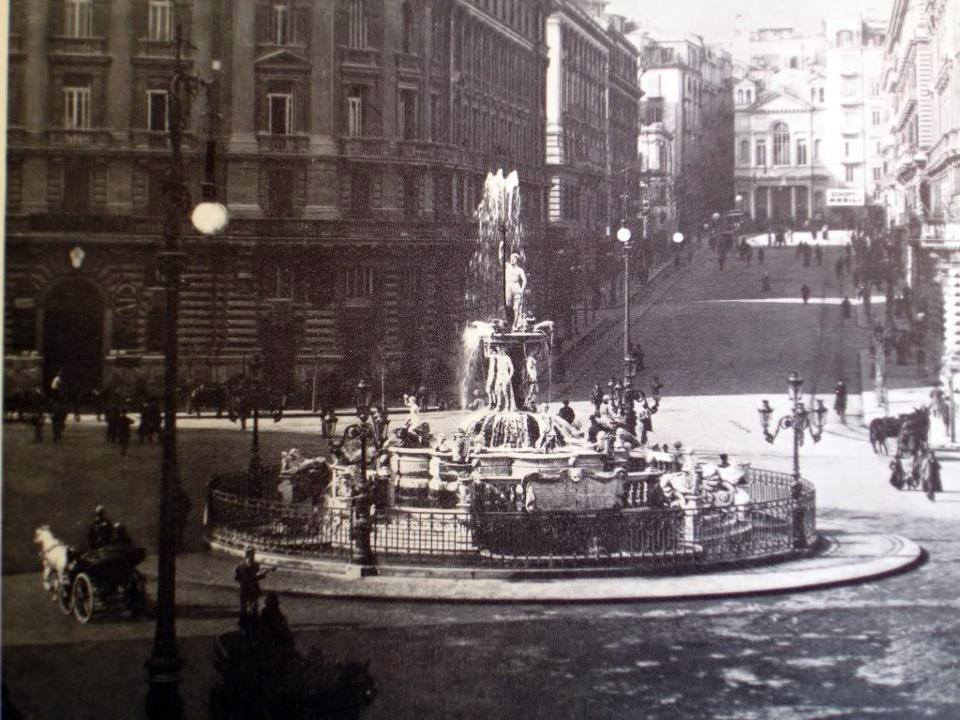
localizzazione in fondo a via G. Sanfelice
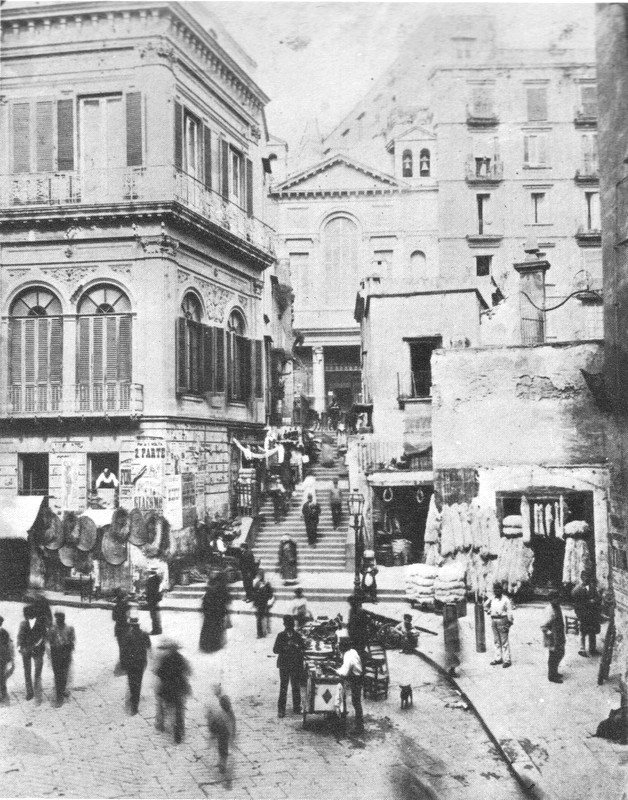
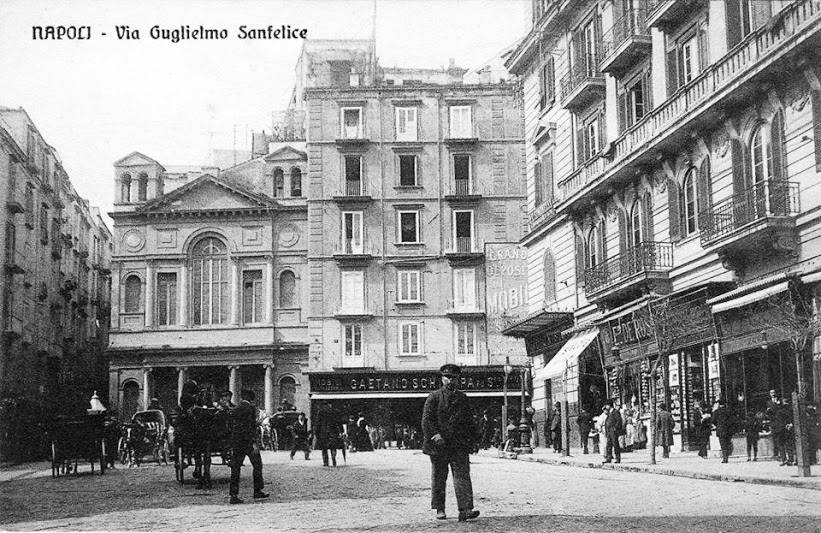
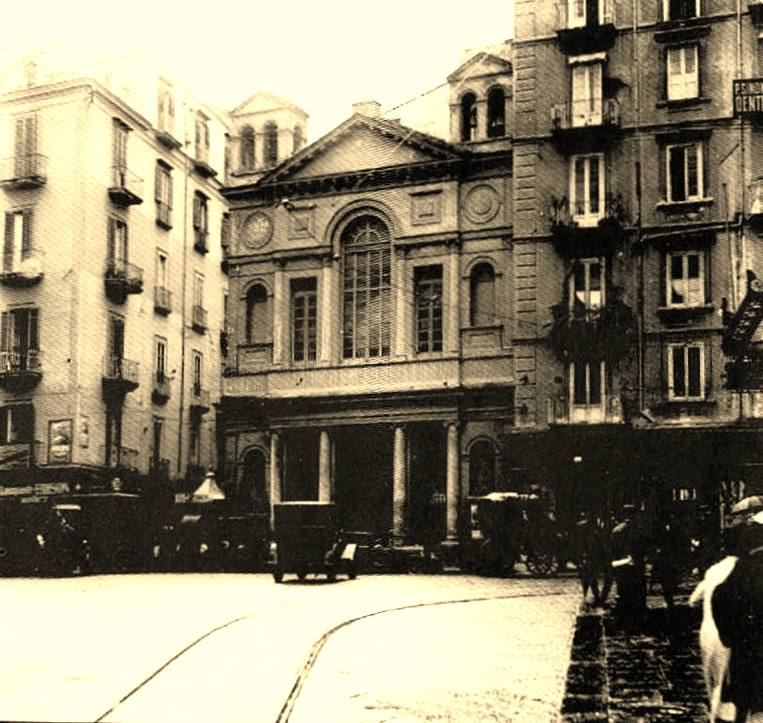
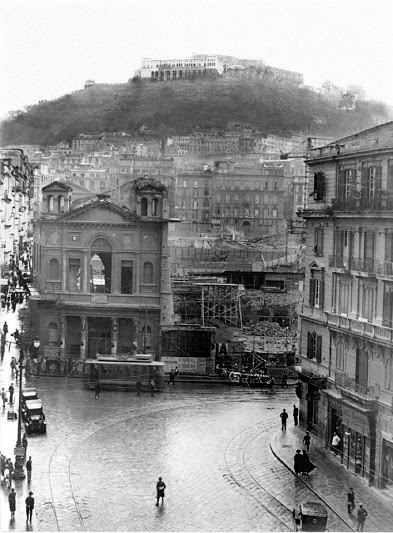
abbattimento (1934)
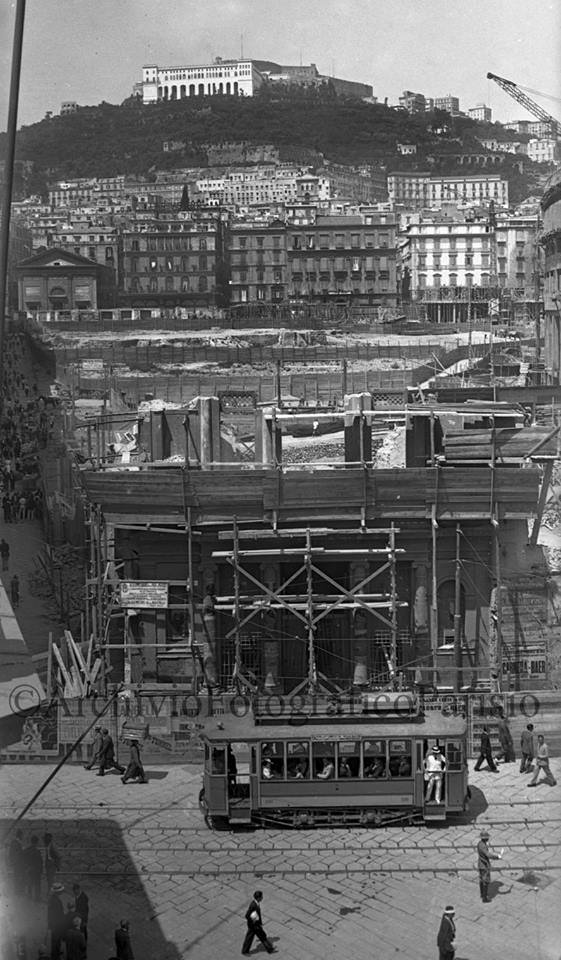
abbattimento (1934)